# Wałerij Jaremczenko
Wałerij Iwanowycz Jaremczenko, ukr. Валерій Іванович Яремченко, ros. Валерий Иванович Яремченко, Walerij Iwanowicz Jariemczenko (ur. 15 sierpnia 1947 w Krzywym Rogu, obwód dniepropetrowski) – ukraiński piłkarz, grający na pozycji obrońcy, a wcześniej pomocnika i napastnika, trener piłkarski.

## Kariera piłkarska

### Kariera klubowa
Wychowanek szkółki piłkarskiej Krywbas Krzywy Róg (od 1959). Rozpoczął karierę w amatorskiej drużynie Hirnyk Krzywy Róg. W 1965 zaproszony do drugoligowego klubu Krywbasa Krzywy Róg, a w 1966 został piłkarzem Szachtara Donieck. W donieckim klubie występował 15 sezonów i ukończył karierę piłkarską w 1979.

## Kariera trenerska
Po zakończeniu kariery zawodniczej rozpoczął prace trenerską. Od 1982 pomagał trenować Szachtar Donieck. W 1985 został selekcjonerem reprezentacji Syrii. W 1988 powrócił do Doniecka kontynuować pracę na stanowisku asystenta trenera, a w następnym 1989 już na stanowisku głównego trenera. W 1992 razem z Anatolijem Puzaczem pomagał Wiktorowi Prokopence szkolić reprezentację Ukrainy. W 1995 został zaproszony trenować rosyjski Kołos Krasnodar, a w 1996 ukraiński Kremiń Krzemieńczuk. Następnie powrócił ponownie do donieckiego klubu. W okresie 1996–2003 pracował na stanowisku i asystenta i głównego trenera Szachtara. Od kwietnia 2004 prowadził Rotor Wołgograd, ale już od lipca 2004 po lipiec 2005 Metałurh Zaporoże. We wrześniu 2007 został zaproszony trenować Karpaty Lwów, ale po nieudanych występach w maju 2008 podał się do dymisji. Jednak nie pozostał bez pracy, w maju otrzymał propozycję prowadzić drużynę rezerwową Szachtara. 26 listopada 2010 objął stanowisko głównego trenera Illicziwca Mariupol. 6 października 2011 po serii nieudanych gier podał się do dymisji. 6 czerwca 2016 ponownie stał na czele klubu Karpaty Lwów, ale już po 10 dniach, 17 czerwca opuścił lwowski klub.

## Sukcesy i odznaczenia

### Sukcesy klubowe
- wicemistrz ZSRR: 1975
- brązowy medalista Mistrzostw ZSRR: 1978
- finalista Pucharu ZSRR: 1978

### Sukcesy trenerskie
- wicemistrz Ukrainy: 1994
- zdobywca Pucharu Ukrainy: 1997

### Sukcesy indywidualne
- 4-krotnie wybrany do listy 33 najlepszych piłkarzy ZSRR: 1980, 1981, 1982, 1989.

### Odznaczenia
- tytuł Mistrza Sportu ZSRR: 1968
- tytuł Zasłużonego Trenera Ukrainy